# Xã Franklin, Quận Marshall, Kansas
Xã Franklin (tiếng Anh: Franklin Township) là một xã thuộc quận Marshall, tiểu bang Kansas, Hoa Kỳ. Năm 2010, dân số của xã này là 316 người.